# Albert Odyssey: Legend of Eldean
Albert Odyssey: Legend of Eldean connu au Japon sous le titre de Albert Odyssey Gaiden ~Legend of Eldean~ (アルバートオデッセイ外伝〜Legend Of Eldean〜) est un jeu vidéo de rôle développé et édité par Sunsoft en 1996 sur Sega Saturn. Le jeu est édité en Amérique du Nord par Working Designs et inclut des textes en anglais pour la première fois dans la série Albert Odyssey,,,.
Comme dans tous les jeux de rôle classiques, Albert Odyssey: Legend of Eldean possède un menu qui constitue une partie du gameplay du jeu. Le menu contient donc tous les éléments classiques d'un RPG : les objets, la magie, les armes, les armures et le statut des personnages. Le menu affiche également l'or récolté durant le jeu ainsi que les paramètres du système.
Le statut indique la valeur des personnages pour chaque spécificité, telle que l'attaque, l'agilité, la résistance à la magie ou encore la sagesse. Ces valeurs permettent aux personnages d'évoluer et d'être plus efficace au combat. L'agilité permet notamment aux personnages de bouger et de réagir plus rapidement lors d'un combat. La sagesse octroie plus d'efficacité de la magie. Les personnages peuvent également gagner en défense, pour encaisser moins de dégâts mais aussi pour éviter plus souvent les attaques des ennemis.